# Бадзымшур
 Бадзымшур  — деревня в Глазовском районе Удмуртии в составе  сельского поселения Понинское.

## География
Находится на расстоянии примерно 20 км на северо-восток по прямой от центра района города Глазов. 

## История
Известна с 1802 года как починок с 8 дворами и 80 жителями. В 1873 году здесь (починок Бытцымшурской 3 или Дурной-пи) было дворов 6 и жителей 85, в 1905 18 и 226, в 1924 (деревня Дурнопий) 31 и 263 (все удмурты). С 1939 Бадзымшур.  Работали колхозы «Бадзымшур» «Заря» «Искра», совхоз «Понинский». К 1980 году в деревне имелась школа, библиотека, клуб, медпункт, благоустроенные двухэтажные дома.

## Население
Постоянное население  составляло 14 человек (русские 36%, удмурты 64%) в 2002 году, 12 в 2012.